# Диц, Роберт
Роберт Диц (нем. Robert Diez; 20 апреля 1844, Пёснек, Тюрингия — 7 октября 1922, Дрезден) — немецкий скульптор, педагог, профессор.

## Биография
Окончил Дрезденскую академию изобразительных искусств. Ученик Иоганнеса Шиллинга, совершенствовал мастерство в Париже и Италии.
С 1873 работал самостоятельно. В 1881 году стал почётным членом Дрезденской Академии изобразительных искусств. В 1891 назначен профессором пластики Академии художеств.
В 1901 году на Берлинской художественной выставке награждён большой золотой медалью. В 1912 году стал тайным советником. В 1915 году получил звание почётного доктора в Университете ветеринарной медицины Дрездена.
Воспитал ряд известных скульпторов, среди них Эрнст Барлах .

## Творчество
Главные его произведения — серия аллегорических статуэток в средневековых костюмах (1871), статуи «Оберон» и «Титания» в Дрезденском королевском театре, замечательная своим комизмом и ловким исполнением бронзовая фигура «Похититель гуся», исполненная для фонтана на Фридландской площади в Дрездене (1880), группа «Возвращение сына», в брауншвейгском памятнике франко-немецкой войны, две аллегорические статуи («Спокойная вода» и «Бушующая вода»), украшающие собою фонтаны на Альбертовской площади в Дрездене, и некоторые другие. Подобно многим другим скульпторам, занимался опытами полихромной пластики.

## Произведения Р. Дица

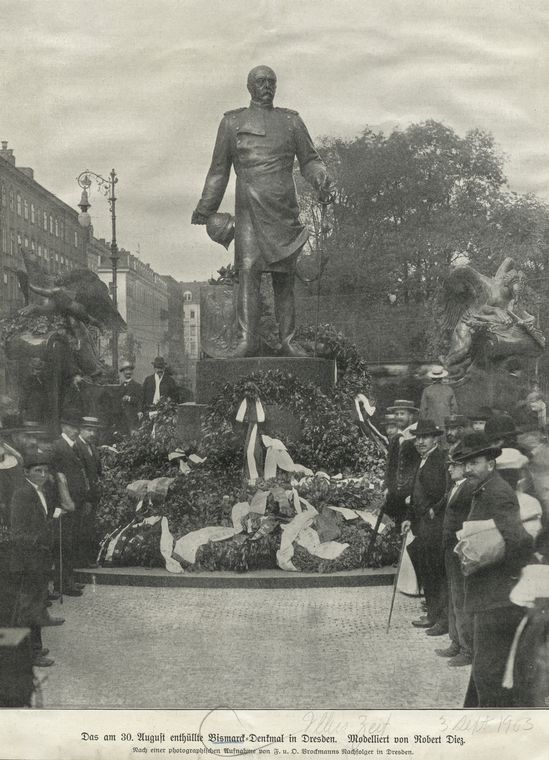
Памятник Бисмарку в Дрездене
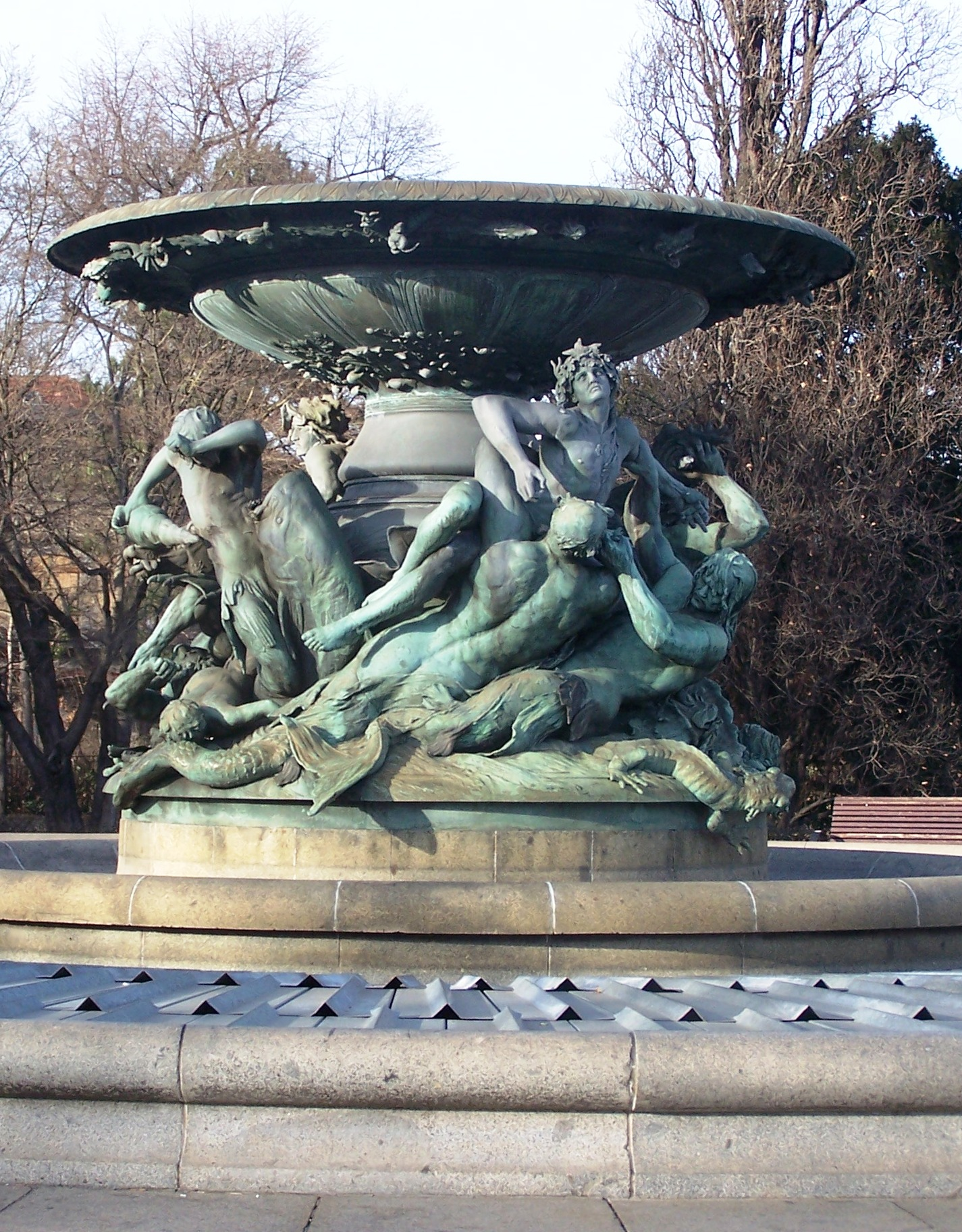
Фонтан  «Бушующая вода» в Дрездене
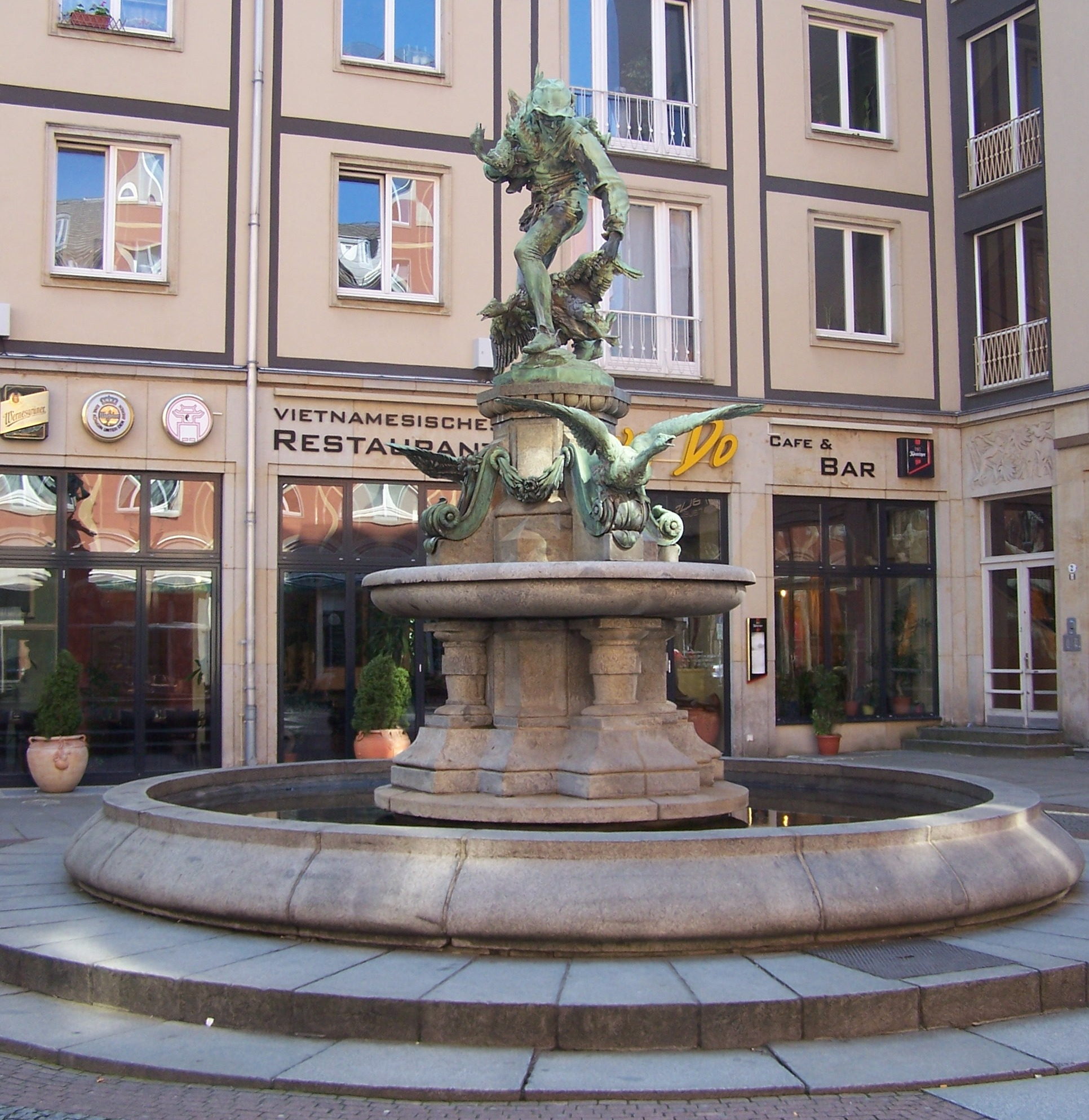
Фонтан «Похититель гуся» в Дрездене
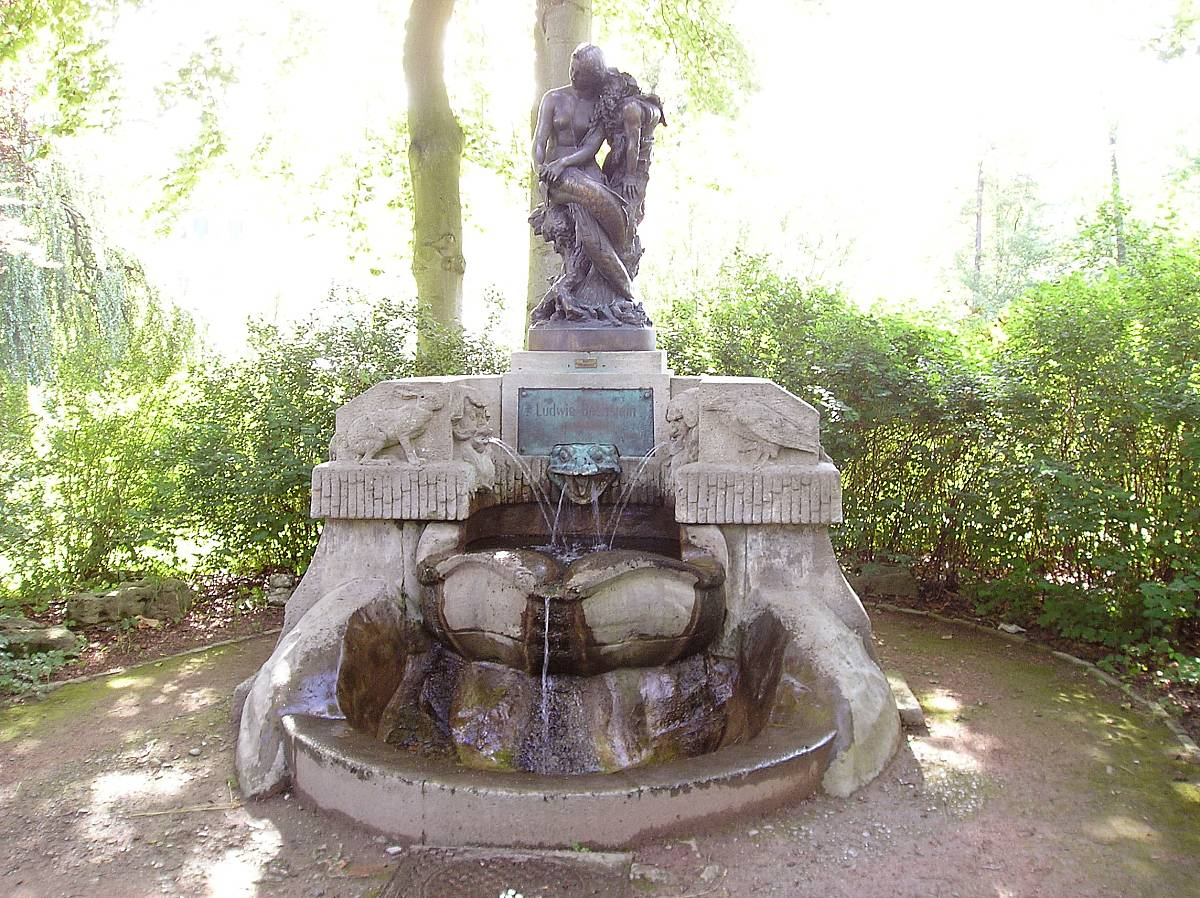
Фонтан в честь Людвига Бехштейна в Майнингене